# Église évangélique-luthérienne de Lituanie

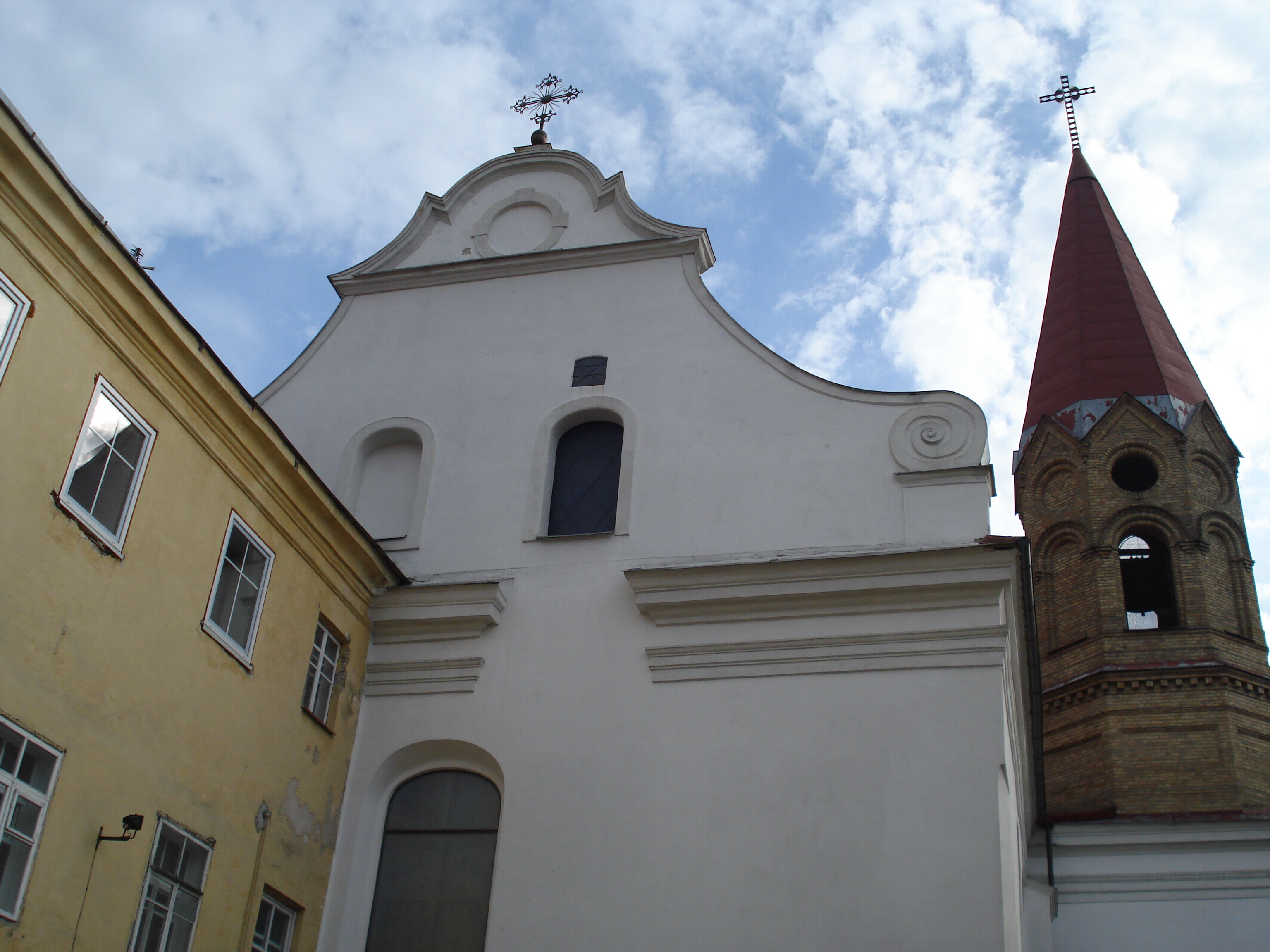
Église évangélique-luthérienne à Vilnius

L'Église évangélique-luthérienne de Lituanie est une Église luthérienne en Lituanie. Elle comprend 19 000 fidèles et a un évêque à sa tête depuis 1976. Il s'agit de Mindaugas Sabutis depuis 2004. 
L'Église est membre de la Fédération luthérienne mondiale. Elle adhère à la Communion de Porvoo.

## Histoire
Les premiers à embrasser la Confession d'Augsbourg sont les bourgeois de Kaunas (ou Kowno, tel qu'était son nom officiel à l'époque) en 1550. Un catéchisme luthérien avait été édité en langue lituanienne en 1547. La Bible de Luther est elle-même éditée en 1590.
La première Église luthérienne lituanienne nationale a été fondée en 1783, à l'époque de l'Empire russe. Les Églises luthériennes de l'ancien grand-duché de Lituanie étaient affiliées auparavant aux Églises luthériennes allemandes. Cette Église a subsisté jusqu'en 1830.
C'est en 1919, à l'indépendance du pays, que les Églises luthériennes de la nouvelle Lituanie se sont réunies sous l'autorité d'un consistoire national. La langue de correspondance restera l'allemand jusqu'en 1925. La première faculté de théologie luthérienne lituanienne ouvre en 1926 à Kaunas, alors capitale du pays.
Il y avait 25 000 luthériens en 1945 en Lituanie regroupés en quatre-vingt paroisses, pour soixante-douze pasteurs. Beaucoup avaient émigré pendant la guerre dans l'ancienne région allemande de Memel et furent donc déportés ou assassinés à la chute du IIIe Reich.
L'Église luthérienne lituanienne s'enregistre obligatoirement et officiellement lorsqu'est créée la république socialiste soviétique de Lituanie fédérée à l'URSS, mais doit fermer la plupart de ses paroisses et ne plus enseigner le catéchisme à la jeunesse.
Les luthériens de Lituanie sortent de cette demi clandestinité en 1990, un avant la disparition de l'URSS.